# Hötorgshallen

Hötorgshallen är en saluhall vid Hötorget i kvarteret Beridarebanan i centrala Stockholm.

## Den gamla hallen

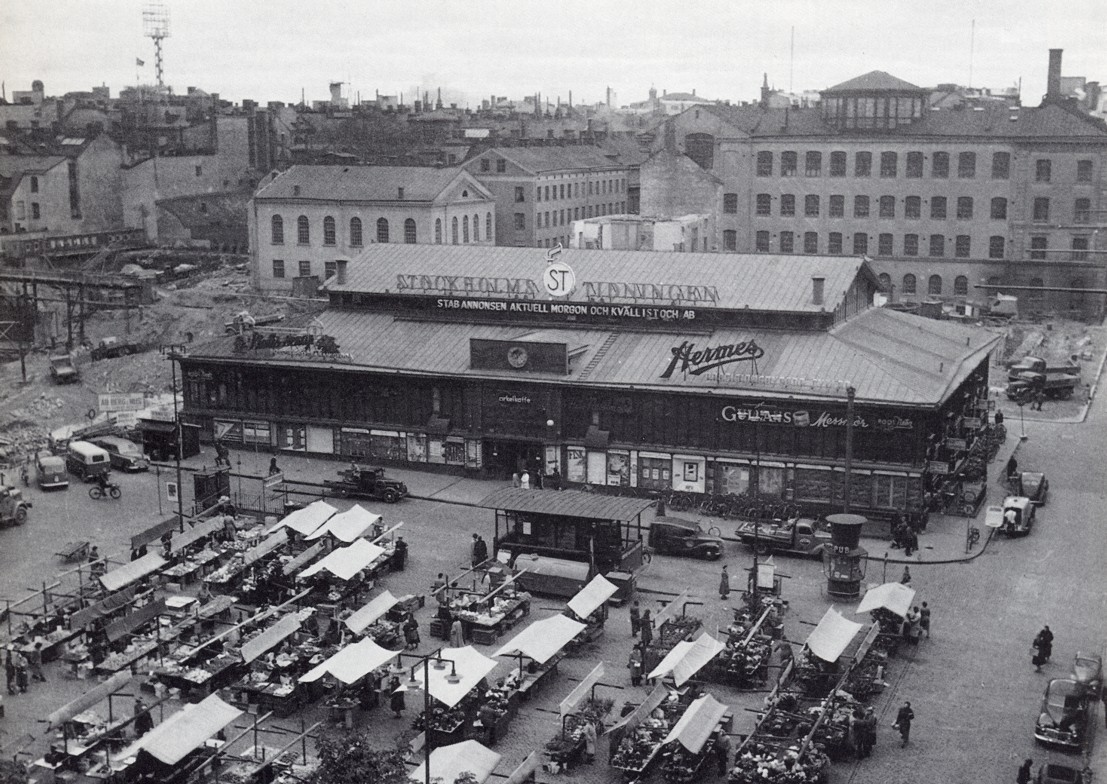
Den gamla Hötorgshallen 1953

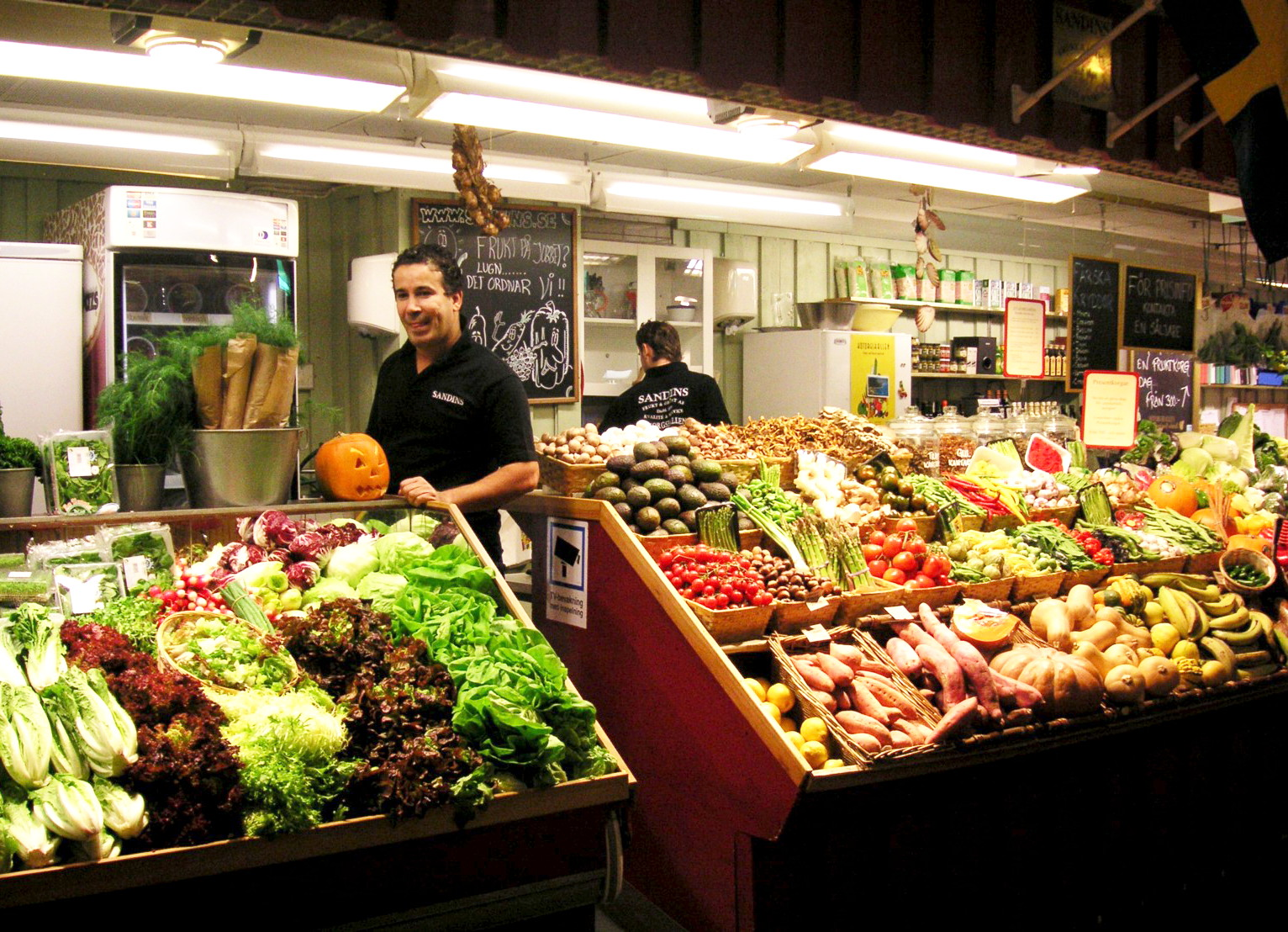
Hötorgshallen oktober 2007.

Innan den första saluhallen byggdes på 1880-talet var Hötorget indelat i två avdelningar. Den södra delen kallades Månglartorget och där såldes kött, fisk, grönsaker, blommor och enklare charkuterivaror. Den norra delen kallades Bondetorget, där sortiment varierade med årstiderna. Även mjölk och hö fanns att köpa. Hömarknaden fanns kvar ända fram till 1856 då den flyttade till Norrmalmstorg.
Behovet av förbättringar på salutorget ledde till att den första Hötorgshallen uppfördes på 1880-talet. Byggarbetet pågick 1880-1884. Väggar och tak var järnkonstruktioner och hallen mätte 50x31 meter, med en takhöjd på som högst 13 meter. Hallen hade 120 handlarplatser och lika många källare. Det var en byggnad i klassisk saluhallsstil ritad av Axel Fredrik Nyström.

## Den nya hallen
I samband med Norrmalmsregleringen var det nödvändigt att riva den gamla saluhallen för att ge plats till nya Hötorgscity. Den gamla hallen revs 1953 och den nya byggdes efter ritningar av arkitekten David Helldén på samma ställe, en våning under markplanet. Läget under markplan var inte så fördelaktigt som den gamla hallens placering och många nya besökare har svårt att hitta till Hötorgshallen. 1958 var det hela klart för invigning av Kung Gustaf VI Adolf och massor av besökare kom. 
Sedan dess har Hötorgshallen genomgått flera förnyelser. Hötorgshuset har också byggts till med SF:s Filmstaden Sergel. Idag har hallen en stark internationell prägel med kök och specialiteter från hela världen.